# Fesmy-le-Sart
Fesmy-le-Sart é uma comuna francesa na região administrativa de Altos da França, no departamento de Aisne. Estende-se por uma área de 16,06 km². Em 2010 a comuna tinha 488 habitantes (densidade: 30,4 hab./km²).